# Joseph Ruskin
Joseph Ruskin (născut Joseph Richard Schlafman; n. 14 aprilie 1924, Haverhill⁠(d), Massachusetts, SUA – d. 28 decembrie 2013, Santa Monica, California, SUA) a fost un actor american. A interpretat numeroase personaje din lumea interlopă în serialul Incoruptibilii⁠(d) (1959-1963).

## Biografie
Ruskin s-a născut în Haverhill, Massachusetts. După ce a absolvit liceul în Cleveland, și-a îndeplinit serviciul militar în Marina Statelor Unite și a studiat teatrul la Carnegie Mellon University⁠(d). A început să apară pe scenă la Pittsburgh Playhouse⁠(d). Deși a devenit cunoscut pentru rolurile sale din filme și seriale de televiziune, a continuat să joace în piese de teatru pe parcursul carierei sale.

## Cariera
Ruskin a apărut în episodul „Production and Decay of Strange Particles⁠(d)” al serialului La limita imposibilului, în episodul „Revenge of the Gods” din Tunelul timpului și în două episoade - „Old Man Out” și „The Slave” - ale serialului Mission: Impossible⁠(d). A avut un rol necreditat în episodul „To Serve Man” al serialului Zona Crepusculară, fiind vocea Kanamiților, și a apărut într-un alt episod intitulat „The Man in the Bottle”. Acesta a apărut și în episodul „The Gestapo Takeover” din Hogan's Heroes. În 1960, Ruskin a apărut în rolul lui Reed Benton în serialul western Lawman⁠(d) în episodul  „The Escape of Joe Killmer”. În 1964, a apărut într-un episod al serialului de comedie Kentucky Jones⁠(d) .
Printre aparițiile sale în film se numără Cei șapte magnifici (1960), Onoarea familiei Prizzi (1985), Propunere indecentă (1993) și Așii din mânecă (2006).

### Star Trek
În Star Trek: Seria originală, Ruskin a interpretat rolul lui Galt în „The Gamesters of Triskelion”, un episod din cel de-al doilea sezon, difuzat inițial pe 5 ianuarie 1968.
A apărut în Star Trek: Deep Space Nine în rolul klingonianul Tumek în două episoade - „The House of Quark⁠(d)” și „ Looking for par'Mach in All the Wrong Places⁠(d)” - difuzate în octombrie 1994 și octombrie 1996. Între aceste episoade, a fost ales să interpreteze un informator cardassian în episodul „Improbable Cause⁠(d)” din sezonul al treilea.
După acestea, Ruskin a apărut în singurul său rol de film din universul Star Trek, fiind ofițerul Son'a în Star Trek: Insurecția. A interpretat un maestru vulcanian în episodul „Gravity” al serialului Star Trek: Voyager difuzat pentru prima dată pe 3 februarie 1999.
Ultima sa apariție a fost în Star Trek: Enterprise. A avut rolul unui medic „Suliban” în episodul pilot „Broken Bow” difuzat pe 26 septembrie 2001.

## Activități sindicale
Ruskin a devenit membru al consiliului de administrație al sindicatului Screen Actors Guild⁠(d) (SAG) în 1976 și a făcut parte din consiliul până în 1999. Acesta a devenit, de asemenea, primul vicepreședinte regional al Actors' Equity Association⁠(d) în 1979. Pentru activitățile sale, Actors Equity i-a acordat premiul Lucy Jordan în 2003 și premiul Patrick Quinn în 2013. SAG i-a acordat premiul Ralph Morgan în 2011.

## Moartea
Ruskin a murit pe 28 decembrie 2013 la un spital din Santa Monica, California. Acesta a avut patru fiice, dintre care trei erau vitrege.

## Filmografie parțială
- The Untouchables (1959, Episodul: "Mexican Stake-out") – Fred Metcalf (necreditat)
- Hell Bent for Leather (1960) – Shad
- The Twilight Zone (1960, Episodul: "The Man in the Bottle") - Genie
- The Rise and Fall of Legs Diamond (1960) – Matt Moran
- The Magnificent Seven (1960) – Flynn (necreditat)
- The Untouchables (1961, Episodul: "The Seventh Vote")
- The Twilight Zone (1962, Episodul "To Serve Man" - Kanamit (voce, necreditat)
- Gunsmoke (1962) "The Gallows" Sezonul 7, Episodul 22 - The Judge
- Diary of a Madman (1963) – The Horla (voce)
- The Dakotas (1963, Episodul: "Feud at Snake River") - The Rider
- Robin and the 7 Hoods (1964) – Twitch
- Get Smart (1965, Episodul: "Now You See Him ... Now You Don't") – Ehrlich
- Gunsmoke (1966, Episodul: "Stage Stop") – Outlaw Curt Hansen
- The Man from U.N.C.L.E. (1966, Episodul: "The Her Master's Voice Affair") – Jason Sutro
- The Time Tunnel (1966, Episodul: “Revenge Of The Gods”) - Sardis Ulysses’ aide
- The Wild Wild West (1965–1967, serial TV) – Felice Munez / Viper Black
- Mission Impossible (1967, Episoadele: "The Slave" Pt.I/II) – The Monarch Bakrah
- Star Trek: The Original Series (1968, Episodul: "The Gamesters of Triskelion") – Galt
- Mission Impossible (1969, Episodul: "The Brothers") – Colonel Hatafis
- Land of the Giants (1970, Episodul: “The Secret City Of Limbo” – General Aza
- Hogan's Heroes (1970, Episodul: The Gestapo Takeover) – Major Strauss
- Mission Impossible (1972, Episodul: "The Puppet")
- Bogard (1974) – Scarletti
- The Six Million Dollar Man (1974–1975, serial TV) – Markos / Le Duc
- The Magician (1974, Episodul: "The Illusion of the Cat's Eye") – Hassid
- The Bionic Woman (1977, Episodul: "Jaime and the King") – Prime Minister Hassan
- Wonder Woman (1978, Episodul: "The Man Who Wouldn't Tell") - Dr. Black (necreditat)
- The Gypsy Warriors (1978) – Grenault
- The Sword and the Sorcerer (1982) – Malcolm
- The Man Who Wasn't There (1983) – Hassan Khaffiri
- The Greatest Adventure: Stories from the Bible (1985) - (voice, episode: "Joseph and his Brother")
- Prizzi's Honor (1985) – Marxie Heller
- The Longshot (1986) – Fusco
- The Smurfs (1986) - Voci suplimentare
- DuckTales (1987, episodul: "Sphinx for the Memories") - (voce)
- Snorks (1987) - Additional voices
- Saturday the 14th Strikes Back (1988) – Kharis
- The Adventures of Don Coyote and Sancho Panda (1990) - Voci suplimentare
- Indecent Proposal (1993) – Pit Boss
- Deadly Exposure (1993) – Abe
- The Criminal Mind (1993) – Manny Kohen
- Firepower (1993) – Drexal
- CyberTracker (1994) – Rounds
- Star Trek: Deep Space Nine (episoadele:: "The House of Quark" (1994), "Improbable Cause" (1995) și "Looking for par'Mach in All the Wrong Places", serial TV) – Tumek / Informator
- Spider-Man (1995, episoadele: "Neogenic Nightmare Chapter 4: The Mutant Agenda," "Neogenic Nightmare Chapter 5: Mutants Revenge," "Neogenic Nightmare Chapter 13: Shriek of the Vulture") - Lewald (voce)
- Star Trek: Insurrection (1998) – Son'a Officer #3
- Star Trek: Voyager (1999, Episodul: "Gravity") – Maestru Vulcan
- Star Trek: Enterprise (2001, Episodul: "Broken Bow") – Medic Suliban
- Wishcraft (2002) – Taxidermist
- The Scorpion King (2002) – Lider tribal
- The Streetsweeper (2002)
- Diamond Zero (2005) – Quentin Leeds
- Smokin' Aces (2006) – Primo Sparazza